# Бартрам, Грете
Марен Маргрет Томсен (дат. Maren Margrethe Thomsen), известная как Марен Маргрет «Грете» Бартрам и «Тора» (23 февраля 1924, Орхус, Дания — январь 2017, Швеция) — датчанка, донёсшая о 53 людях из Датского движения Сопротивления во время Второй мировой войны, в результате чего ранние коммунистические группы сопротивления были ликвидированы, а многие их члены отправлены в нацистские концлагеря. Среди прочих Бартрам донесла на своего брата, мужа и близких знакомых.
После войны Бартрам приговорили к смертной казни. Приговор был заменён на пожизненное заключение в 1947 году. В 1956 году она была освобождена и переехала в провинцию Халланд в Швеции, где жила под фамилией своего мужа.

## Предыстория
Грете Бартрам родилась в Орхусе и выросла в бедной семье, была второй из восьми детей; родители были членами Коммунистической партии Дании (DKP), как и окружение семьи. Её отец, Нильс Питер Кристофер Бартрам (родился в 1896 году), был родом с юга Ютланди и принимал участие в Первой мировой войне на стороне немцев. Он получил контузию во время войны и ему было тяжело работать, но ему удалось руководить небольшой мастерской по ремонту велосипедов в Мидтбьене, Орхус.
Бартрам бросила школу в 13 лет и начала работать, пока не забеременела в 16 лет и 12 июля 1941 года вышла замуж за своего коллегу, молодого машиниста Фроде Томсена (родился 28 марта 1920 года). Брак длился недолго, закончившись летом 1943 года, и их сына взяла на воспитание свекровь.

## Информатор
Семья Бартрам, включая её старшего брата Кристиана Бартрама, была связана с Сопротивлением. В сентябре 1942 года датская полиция объявила награду в 1000 крон за информацию о поджоге магазина в Фредерициагаде в Орхусе. Через своего брата Грета Бартрам узнала, кто был причастен, и передала информацию в полицию. Было арестовано 5 людей, в том числе её брат. Одному удалось бежать, а остальных осудили и приговорили на срок от 1 до 10 лет заключения.
В дальнейшем Бартрам принимала участие в нелегальной деятельности с людьми из своего окружения, причастными к движению Сопротивления. В марте — апреле 1944 года её наняли в качестве агента гестапо, а в июне Группу Самсинга и связанную с ней группу студентов университета арестовали и депортировали в концлагерь Нойенгамме. Коммунистические группы Сопротивления в Орхусе и по всей центральной Ютландии были фактически нейтрализованы.
На тот момент доверие к Бартрам было ещё большим, и в августе 1944 года её отправили в Копенгаген как представителя Сопротивления для установления контактов с новым руководством Сопротивления в Орхусе. Впоследствии Сопротивление стало подозревать её в измене, и Бартрам договорилась об аресте и заключении в тюремном лагере Фреслев, чтобы избежать подозрений. Это не помогло, и Сопротивление несколько раз пыталось её убить, однако удалось лишь ранить. Её отправили в Германию на лечение. В марте 1945 года она была нанята гестапо в Коллинге, где она работала до капитуляции немецких войск в Дании. В день капитуляции, 5 мая, она находилась в штабе гестапо в Эсбьерге, где была ранена, когда Сопротивление взорвало там бомбы. Она быстро оправилась и уехала на велосипеде в Коллинг, чтобы получить помощь, но гестапо уже эвакуировалось. Потом Бартрам поехала в Брейнинг, где её арестовали 10 мая.
Бартрам, по собственным подсчётам, получала от 500 до 700 датских крон в месяц, но свидетель Гестапо утверждал, что она получала 3/4 денег, которые выплачивались информаторам, что составляло 1200—1500 в месяц.

## Суд
Во время судебного расследования было выявлено, что Грете Бартрам предоставила информацию примерно о 53 лицах. Из них 15 были подвергнуты пыткам, а 35 ранены в немецких концлагерях, где восемь умерли или считались пропавшими.
Бартрам признала свою вину по большинству пунктов и была приговорена к смертной казни 29 октября 1946 года Криминальным судом Орхуса, впоследствии утверждённым Высоким судом Западной Дании 22 февраля 1947 года и Верховным судом Дании 4 сентября 1947 года.
Как и в случае с Анной Лунд Лоренцен, единственной датской женщиной, приговорённой к смертной казни после 1945 года за военные преступления, 9 декабря 1947 года министр юстиции Нильс Буш-Йенсен заменил смертную казнь на пожизненное заключение. Буш-Йенсен отметил, что в то время Бартрам была молодой, её воспитывали в «антирелигиозном, коммунистическом и материалистическом духе» и что у неё были финансовые проблемы.
Бартрам была освобождена после десяти лет в тюрьме 26 октября 1956 года, после чего она переехала в Швецию, где жила под фамилией мужа. Она стала гражданкой Швеции в 1960-х годах и умерла в Вессигебро в возрасте 92 лет.